# Petter Bengtsson
Petter Bengtsson, född 1973 i Växjö, är litteraturrecensent och kulturjournalist. Bosatt i Malmö. Han har sedan 1999 skrivit bokrecensioner och andra texter i tidningar som Kvällsposten, Smålandsposten, Arbetarbladet, Borås Tidning, Hallandsposten och Nya Wermlands-Tidningen. 
2001 tilldelades han Lunds kommuns kulturstipendium.